# Гандевітт
Гандевітт (нім. Handewitt) — громада в Німеччині, розташована в землі Шлезвіг-Гольштейн. Входить до складу району Шлезвіг-Фленсбург.
Площа — 77,73 км2. Населення становить 11 150 ос. (станом на 31 грудня 2020).